# 楊雄 (水滸伝)

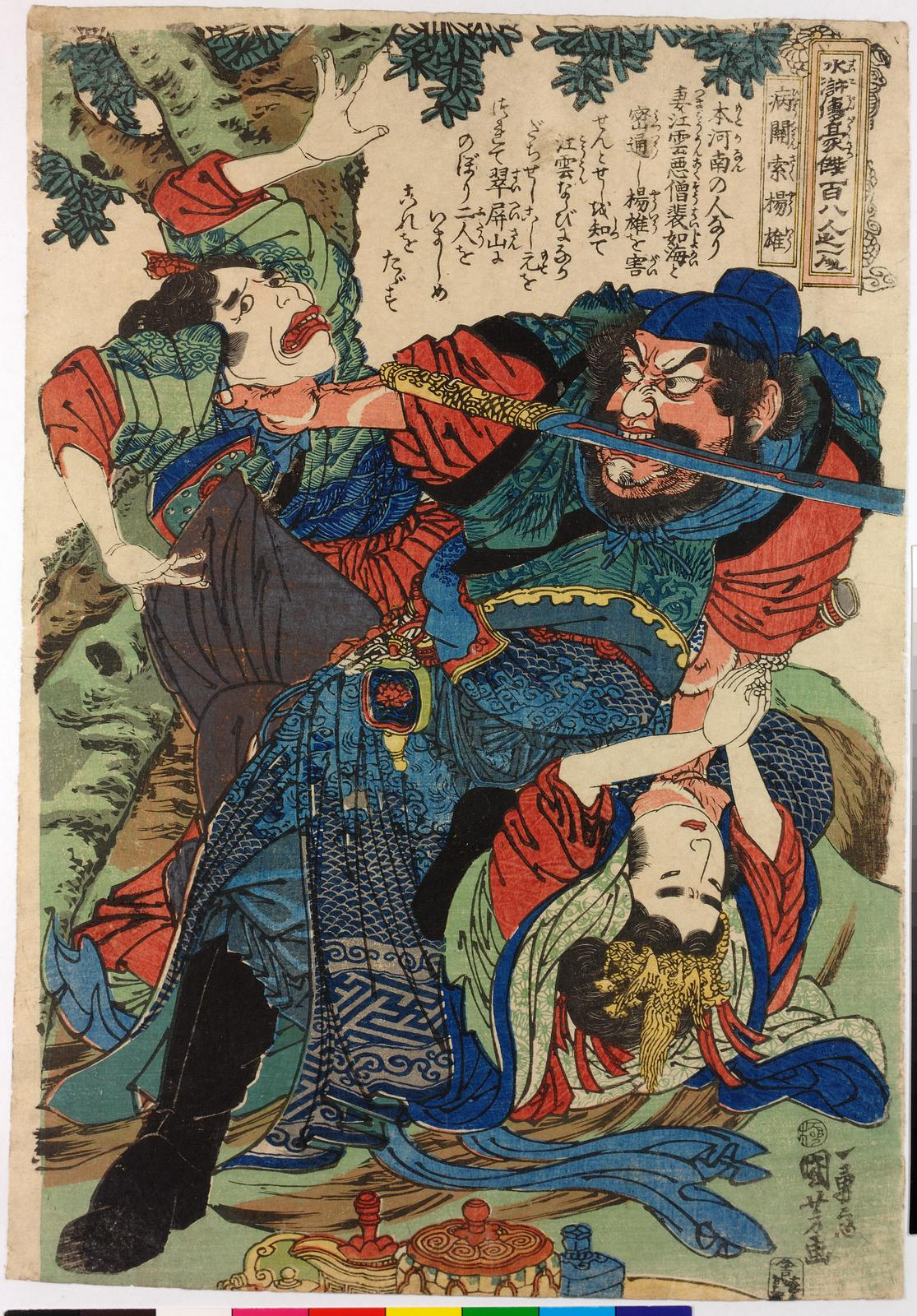
楊雄

楊 雄（よう ゆう、拼音: Yáng Xióng）は、中国の小説で四大奇書の一つである『水滸伝』の登場人物。
梁山泊第三十二位の好漢。天牢星の生まれ変わり。渾名は病関索（びょうかんさく）。病という単語は中国文学界ではこれは病気や病気があるという意味ではなく、当時「～より良い」という意味の杭州方言接頭辞と見る。関索は小説『三国志演義』などに登場する架空の人物であり、宋・元時代の実在の軍人などのあだ名に用いられていた。
河南の出身で、武器は棒を扱う。義弟は石秀。眉毛が非常に長く、切れ長の目。全身に刺青をしている。武芸の腕は石秀より立つようだが、ややせっかちで直情的な性格であり、逆によく機転の利く石秀に助けられることもしばしばである。

## 略歴
元は薊州の牢役人で、死刑囚の斬首を担当していた。未亡人の潘巧雲に婿入りして1年弱経った頃、斬刑の執行をすませた後、ならず者の張保らに絡まれていたところ、通りかかった薪売りの石秀に救い出される。礼を述べた後、2人はたちまち意気投合し、義兄弟の契りを結んだ。楊雄が29歳、石秀が28歳だったため、楊雄が義兄となった。楊雄は自分の家に石秀を招き、そのまま住み込ませる。石秀は楊雄の舅・潘老人の薦めで肉屋を始めたが、ある時楊雄の妻・潘巧雲が、前夫の供養をしていた僧・裴如海と不倫関係にあることを知り、楊雄に忠告する。しかし楊雄は妻のいうことを信じ、石秀を追い出した。石秀は黙って楊雄の家を立ち去るが、身を潜めて機会を探り、ついに裴如海を殺害した。石秀の忠告の正しさを今さらながら理解した楊雄は、石秀の前で妻に真実を白状させた後、自らの刀で妻を殺し、石秀に謝罪する。たまたまその光景を目撃していた泥棒の時遷とともに3人で、石秀の知り合いである戴宗のいる梁山泊へ厄介になることとなった。
しかし、梁山泊へ向かう途中にあった祝家荘で、時遷が鶏を盗んだことから捕らえられた。隣村李家荘の長者李応に仕えていた楊雄の知己・杜興のつてを頼り、釈放を願い出るが、祝家荘の主祝朝奉と息子らは黙殺、怒った李応が祝家荘へ攻め込み、かえって李応が負傷してしまう。やむを得ず楊雄・石秀は梁山泊の首領晁蓋に救援を求めた。晁蓋は時遷の盗みに激怒するが、副首領宋江が取りなし、宋江を大将とする祝家荘攻めの軍が出陣した。楊雄ももちろんこれに従軍し、苦戦の末祝家荘を攻め滅ぼした。
石秀とともに梁山泊入りした後は、多くの戦に出陣し、その他、華州では知事を騙すための偽勅使の1人に化け、盧俊義を仲間に加えるための作戦では、石秀とともに北京へ偵察に向かい、襲い掛かってきた燕青に石秀が倒された後、これを返り討ちにし、事情を聞いた後、梁山泊へ連れ帰った。盧俊義と石秀を救出する作戦では劉唐とともに役人に化けて潜入、ここで時遷らが油を売っているのをたしなめるなど、生真面目な性格の一面を見せる。
梁山泊の百八星勢揃いの際には、歩軍頭領の第7位として歩兵を率いる。その後も大遼征伐では妖術使いの賀重宝を倒すのに加わり、王慶戦では王慶の義兄・段五を討ち取るなど活躍、しかし方臘との戦いの中、斥候に出た石秀が伏兵に射殺されてしまう。義弟を失った楊雄は、方臘を滅ぼして梁山泊軍が東京開封府へ凱旋する途中、杭州に駐屯した折りに背中に大きな瘡（かさ、できもの）ができ、それが元で死亡した。

## 補足
『水滸伝』の原型といわれる『大宋宣和遺事』に「賽関索・王雄」という人物が登場しており、楊雄の前身と思われる（ただし役柄は『水滸伝』と全く異なる）。「賽関索」は「関索に匹敵する者」の意。「楊(yáng)」「王(wáng)」は同韻の字（平水韻では下平声七陽）。
また、題名のみ残る元曲（雑劇）に『病楊雄』なる作品がある。